# Olivier Levasseur
Olivier Levasseur (Calais, 12 o 14 maggio 1689 – Saint-Denis (Riunione), 7 luglio 1730) è stato un pirata francese, soprannominato La Buse ("La poiana") o la Bouche ("La bocca") nei suoi primi giorni, chiamato così per via della velocità e della spietatezza con cui ha sempre attaccato i suoi nemici.
È anche noto per aver presumibilmente nascosto uno dei più grandi tesori nella storia dei pirati, stimato in oltre 1 miliardo di sterline, e lasciando dietro di sé un crittogramma con la sua ubicazione.

## Biografia
Nato a Calais durante la Guerra dei nove anni (1688-97) in una ricca famiglia borghese, divenne ufficiale di marina dopo aver ricevuto un'eccellente istruzione. Durante la guerra di successione spagnola (1701-1714), si procurò una lettera di corsa dal re Luigi XIV e divenne un corsaro per la corona francese. Al termine della guerra gli fu ordinato di tornare a casa con la sua nave, ma invece si unì alla compagnia di pirati Benjamin Hornigold nel 1716. Levasseur si dimostrò un buon leader e compagno di viaggio, benché avesse una cicatrice su un occhio che gli impediva la vista.
Dopo un anno di saccheggi, la ciurma di Hornigold si divise. Levasseur collaborò brevemente con Samuel Bellamy, decidendo poi di tentare la fortuna sulla costa dell'Africa occidentale. Dopo che lo scontento William Moody fu espulso dal comando dal suo equipaggio verso la fine del 1718, Levasseur venne eletto come Capitano al posto di Moody. Nel 1720 Levasseur e il suo equipaggio attaccarono il porto slavo di Ouidah, che a quel tempo faceva parte del regno di Whydah e che si trovava sulla costa dell'attuale Benin, riducendo in rovina la fortezza locale. Più tardi, quell'anno, naufragò nel Canale del Mozambico e si arenò sull'isola di Anjouan, una delle Comore. Il suo occhio debilitato era ormai diventato completamente cieco, e perciò iniziò ad indossare una benda sull'occhio.
Dal 1720 in poi lanciò le sue incursioni da una base sull'isola di Sainte-Marie, appena al largo della costa del Madagascar, insieme ai pirati John Taylor, Jasper Seagar e Edward England. Il suo quartiermastro in quel momento era Paulsgrave Williams, che era stato il quartiermastro di Bellamy e poi il suo commissario fino a quando Bellamy fu ucciso in una tempesta al largo di Cape Cod. I pirati saccheggiarono le Laccadive e vendettero il bottino ai mercanti olandesi per 75.000 sterline.

Jolly Roger, la bandiera del pirata Olivier Levasseur (La Buse), descritta come "un guardiamarina bianco con una figura di uomo morto che si diffuse in esso"; una delle poche menzioni di una bandiera Jolly Roger nera su bianco.

Il gruppo perpetrò poi uno dei più grandi colpi della pirateria: la cattura del grande galeone portoghese Nossa Senhora do Cabo (o Virgem do Cabo), carica di tesori appartenenti al vescovo di Goa, appartenenti al patriarca delle Indie orientali e al Viceré del Portogallo, entrambi a bordo della nave per tornare a casa a Lisbona. I pirati furono in grado di salire a bordo della nave senza sparare una singola bordata, poiché il Cabo era stato danneggiato in una tempesta e - per evitare di capovolgersi - l'equipaggio aveva scaricato tutti i suoi 72 cannoni in mare, ancorandosi poi all'isola della Riunione per sottoporsi a riparazioni.
Il bottino consisteva in barre d'oro e d'argento, dozzine di scatole piene di ghinee dorate, diamanti, perle, seta, arte e oggetti religiosi provenienti dalla Cattedrale di Goa, inclusa la Croce fiammeggiante di Goa, fatta di oro puro, con diamanti incastonati, rubini e smeraldi. Era così pesante da richiedere tre uomini per caricarla sulla nave di Levasseur. Il tesoro era talmente grande che i pirati non si preoccuparono di derubare le persone a bordo, cosa che normalmente avrebbero fatto. Quando il bottino è stato diviso, ogni pirata ricevette almeno 50.000 £ Guineas dorate, oltre a 42 diamanti a testa. Seager morì mentre navigavano verso il Madagascar per dividersi il bottino; Levasseur e Taylor si divisero il rimanente oro, argento e altri oggetti, e Levasseur ricevette la croce dorata.
Nel 1724 Levasseur inviò un negoziatore al governatore dell'isola di Bourbon per discutere un'amnistia offerta a tutti i pirati nell'Oceano Indiano che avrebbero rinunciato alla loro attività. Tuttavia il governo francese volle ottenere in cambio una gran parte del bottino rubato, così Levasseur decise di evitare l'amnistia e si stabilì in segreto nell'arcipelago delle Seychelles. Alla fine fu catturato vicino a Fort Dauphin, in Madagascar, venendo quindi portato a Saint-Denis, sull'isola di Riunione, e impiccato per pirateria alle 5 del pomeriggio del 7 luglio 1730.

## Il tesoro

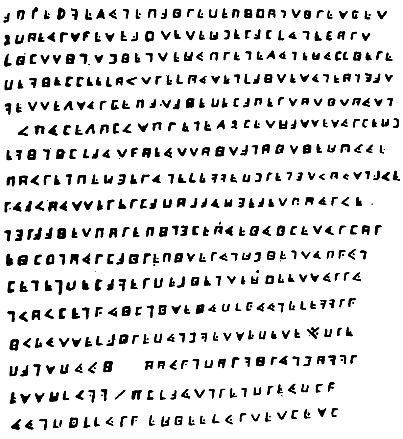
Il crittogramma di Olivier Levasseur

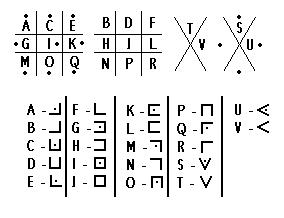
Alfabeto di Olivier Levasseur

La leggenda narra che quando si trovava sul patibolo aveva una collana al collo, contenente un crittogramma di 17 linee, che gettò tra la folla esclamando: "Trovi il mio tesoro, colui che può capirlo!" Ciò che divenne di questa collana è ad oggi sconosciuto. Da allora molti cercatori di tesori hanno cercato di decifrare il crittogramma sperando che la sua soluzione portasse al tesoro di Lavasseur.
Nel 1923 la vedova di un certo Charles Savy di nome Rose trovò alcune sculture nelle rocce della spiaggia di Bel Ombre vicino a Beau Vallon sull'isola di Mahé, a causa del basso livello di acqua di quell'anno. Trovò intagli di un cane, serpente, tartaruga, cavallo, mosca, due cuori uniti, un buco della serratura, uno sguardo fisso, un'urna, una figura del corpo di una giovane donna e la testa di un uomo. Un notaio in Victoria ha sentito parlare di queste notizie e ha capito che quei simboli devono essere stati creati dai pirati. Ha cercato nei suoi archivi e ha trovato due possibili connessioni. La prima era una mappa della spiaggia di Bel Ombre, pubblicata a Lissabon nel 1735. Affermava: "proprietario del terreno ... la Buse" (Levasseur).
La seconda scoperta fu l'ultima volontà del pirata di Bernardin Nageon de L'Estang, soprannominato Le Butin, che morì settant'anni dopo Levasseur e dichiarò di aver ottenuto il possesso di parte del tesoro di Levasseur. Conteneva 3 crittogrammi e 2 lettere, una per suo nipote:
Nel 1947 l'inglese Reginald Cruise-Wilkins, un vicino di casa della signora Savy, studiò i documenti, ma il crittogramma era molto più difficile da risolvere di quanto non credessero. La sua decifrazione poteva essere eseguita solo partendo dalle due lettere e dai tre crittogrammi compilati in alfabeto misterioso, un rebus, o almeno in una scrittura iniziatica che poteva essere messa in relazione con il simbolismo massonico. Cruise-Wilkins scoprì quindi una connessione con lo Zodiaco, le clavicole di Salomone e le dodici fatiche di Ercole. Vari compiti, che rappresentano le fatiche di Ercole, dovevano essere intrapresi in rigoroso ordine. La camera del tesoro è da qualche parte sotterranea e deve essere avvicinata con attenzione, per evitare di essere allagata. È protetto dalle maree, il che richiede che le dighe lo tengano indietro e che venga avvicinato da nord.
Fino alla sua morte a Réunion, Cruise-Wilkins ha cercato e scavato nell'isola di Mahé. In una grotta, ad eccezione di vecchi cannoni, alcune monete e sarcofagi pirata, non ha trovato nulla. Morì il 3 maggio 1977 prima di rompere l'ultimo pezzo di codice. Suo figlio, l'insegnante di storia delle Seychelles, John è ancora alla ricerca del tesoro, concludendo che dopo aver usato attrezzature all'avanguardia, ha bisogno di "tornare al vecchio metodo, [entrare] nella mente di questo ragazzo, [sostenendo che è ] dieci passi in giù, due passi da percorrere nelle sue fatiche d'Ercole."

## Nella cultura di massa
- Basil Rathbone interpreta Levasseur nel film di Errol Flynn del 1935 Capitan Blood.
- La sua tomba viene visitata durante la seconda puntata della quarta stagione di The Grand Tour.
- Nel manga One Piece di Eiichiro Oda il pirata Gol D. Roger viene giustiziato in maniera simile a Levasseur, lasciando dietro di sé un tesoro ma non specificando la sua ubicazione